# Technomyrmex sundaicus
Technomyrmex sundaicus é uma espécie de formiga do gênero Technomyrmex.